# Michael Widder
Michael Widder (ou Witter) est un orfèvre actif à Strasbourg à la fin du XVIIe siècle et au début du XVIIIe siècle.

## Biographie

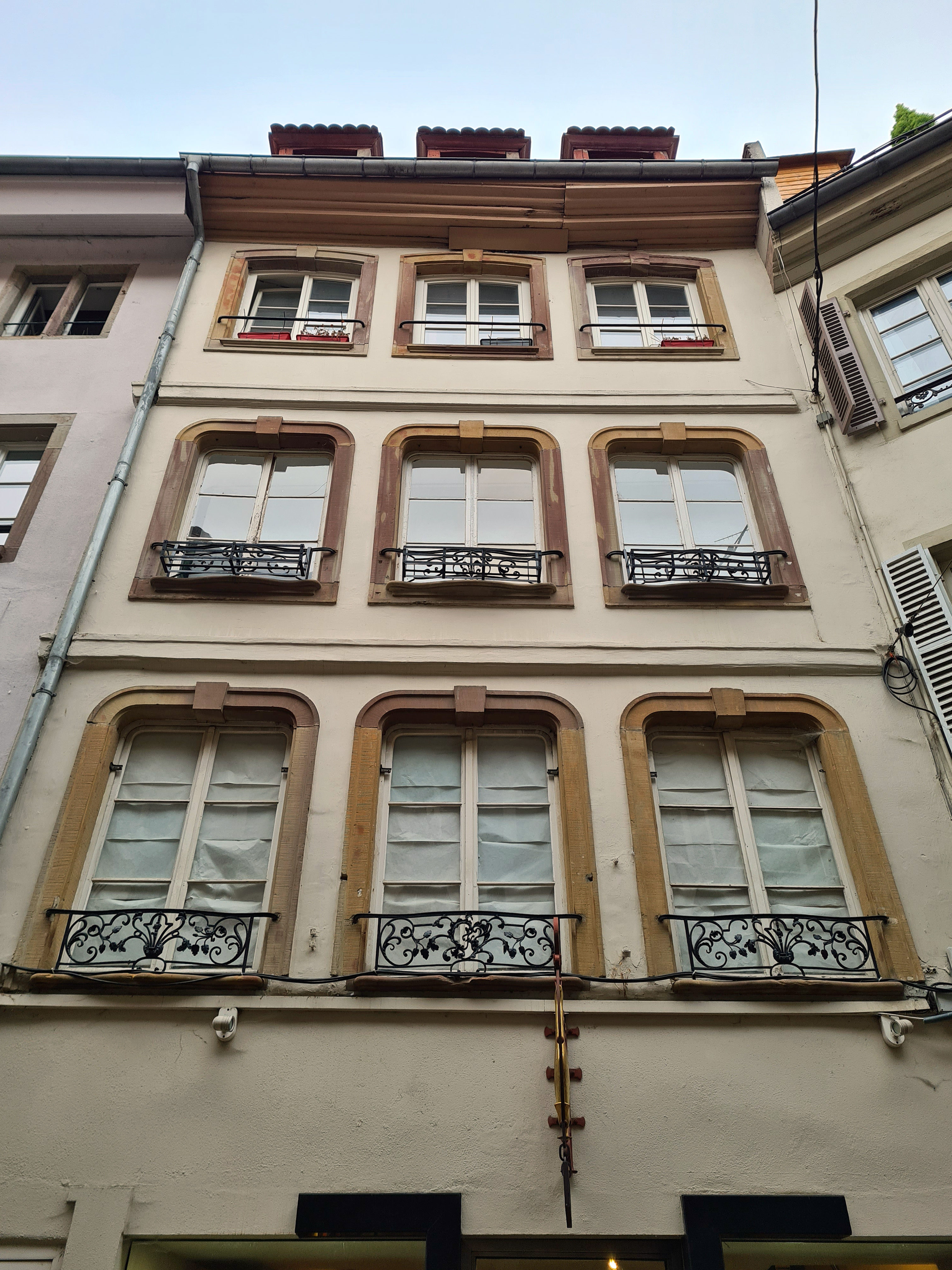
Façade du 26, rue des Orfèvres.

Venu de Sagenberg dans le duché de Holstein, il est reçu maître en 1689.
En 1690, il acquiert le droit de bourgeoisie par son mariage avec Anne-Marie, la fille de Hans Jacob Mayers (Meyer), relieur et bourgeois.
Son fils Jean Charles Widder effectue son apprentissage chez l'orfèvre Jean Louis Imlin II.
En 1729, sa fille Marie Salomé Widder épouse un autre orfèvre, Joachim Frédéric Kirstein I, qui devient son successeur et héritera de la maison que celui-ci possédait au 26, rue des Orfèvres.

## Œuvre

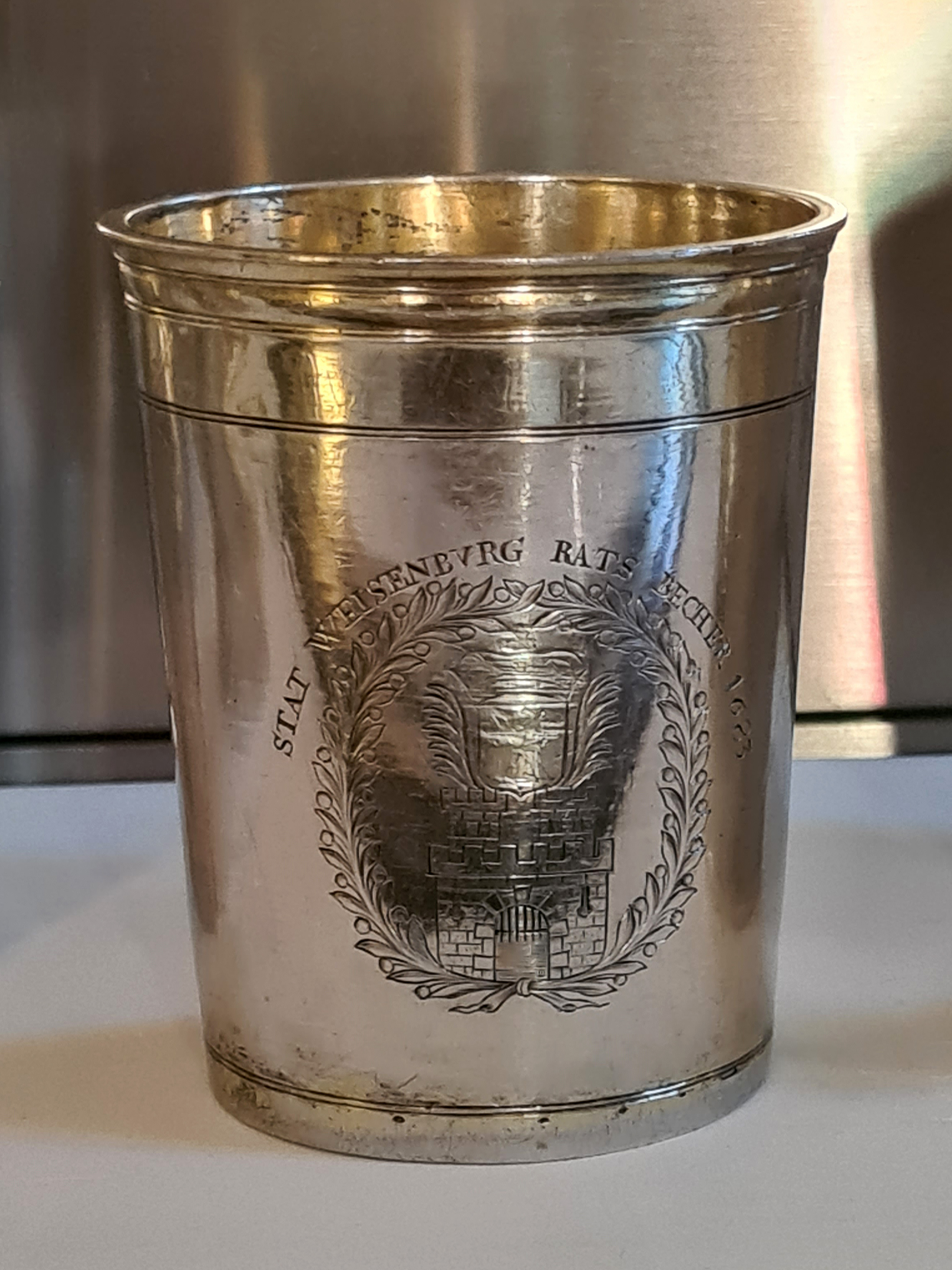
Gobelet de Magistrat aux armes de Wissembourg (1695).

Le musée des Arts décoratifs de Strasbourg détient de lui un gobelet de Magistrat en argent partiellement doré, gravé aux armes de la ville de Wissembourg, entourées de l'inscription : « STAT WEISSENBURG . RATS BECHER. 1695 ».
À Wissembourg se trouvent deux autres gobelets. Le plus ancien, à couvercle a été réalisé en 1690 pour un membre du magistrat de Wissembourg par Michael Widder qui en a exécuté un second en 1698. Tous deux portent le poinçon de ville et de titre de Strasbourg et le poinçon du maître, ainsi que des inscriptions postérieures.